# Безрадостный переулок (фильм)
Безрадостный переулок (нем. Die freudlose Gasse) — немой немецкий кинофильм режиссера Георга Вильгельма Пабста по одноимённому роману Гуго Беттауэра, снятый в стиле «уличного фильма», один из первых фильмов «новой вещественности» в кино.

## Сюжет
Вена, времена послевоенной депрессии. В переулке, который называют Безрадостным, в одном жилом доме живут две семьи: на первом этаже — Лехнеры, на втором — Рамфорты. Лехнеры бедняки: мать — прачка, отец — одноногий инвалид, безработный, и дочь Мария. На жизнь они заработать практически не в состоянии, и Мария рассчитывает на выгодный брак с неким Эгоном. Эгон играет на бирже, и ему всё время нужны деньги, поэтому он, не отказываясь от Марии, сходится с «дамой»; Мария же, став владелицей богатого спекулянта, однажды в приступе ревности убивает свою соперницу и так обставляет дело, что все подозрения падают на Эгона.
Рамфорты, что живут над Лехнерами, до определенного времени были вполне обеспеченной буржуазной семьей — глава семейства занимал хорошо оплачиваемую должность городского советника, но тяжелое время инфляции уравняло всех, и Рамфорту пришлось уволиться; он начал играть на бирже, но неудачно, так что и над этим семейством так же нависла угроза голода. Старшая дочь Рамфорта, Грета, ради спасения семьи от голода, принимает предложение некой мадам, которая устраивает ей свидания с богатыми людьми и предлагает работу в своем ночном варьете.
И Лехнеры, и Рамфорты, как и другие жители Безрадостного переулка, вынужденно систематически встречаются в одном месте, в мясной лавке, где хозяйничает ее владелец Герингер. Чтобы купить его мясо, люди выстраиваются в длиннющие очереди, а кому оно достанется, решает мясник. В этой очереди за мясом уравниваются все, а мясник, который чувствует себя триумфатором перед несчастными людьми, пользуется своим положением и заманивает к себе женщин.
Мария Лехнер в конце концов признается, что соперницу убила она, а Грету Рамфорт после различных перипетий избавляет от всяческих сомнительных предложений лейтенант из американского Красного Креста, который влюбился в неё. Находит свою судьбу и мясник: однажды молодая женщина из очереди, которой не досталось мяса, умоляла мясника дать ей его для ребенка, но тот грубо ей отказал, и тогда она, ворвавшись в лавку, зарезала его.

## В ролях
- Аста Нильсен — Мария Лехнер
- Грета Гарбо — Грета Рамфорт
- Агнеш Эстерхази — Регина
- Вернер Краус — Герингер, мясник
- Яро Фюрт — Советник Рамфорт
- Рената Браузеветтер — эпизод
- Мария Фореску — эпизод
- Валеска Герт — фрау Гейфер
- Тамара Жевержеева — эпизод
- Лия Мара — эпизод
- Александр Мурский — доктор Лейд
- Григорий Хмара — кельнер